# Alive III
Albums de Kiss
Revenge
(1992) Kiss Unplugged
(1996)
Singles
1. I Love It Loud
Sortie : 8 mai 1993

Alive III est le troisième album "live" du groupe de hard rock Kiss. Il est sorti le 18 mai 1993 sur le label Mercury Records et a été produit par Eddie Kramer et le groupe.

## Historique
L'enregistrement a eu lieu sur plusieurs dates (à Cleveland, Détroit et Indianapolis) durant la promotion de l'album Revenge sorti en 1992. Il est le premier album en concert à avoir été publié depuis 1977 avec Alive II.
Il se classa notamment à la 9e place du Billboard 200 aux États-Unis ainsi que dans les charts canadiens et sera certifié disque d'or dans ces deux pays.
La réédition de Alive III contient un titre supplémentaire, Take It Off qui correspond aux CD internationaux et aux versions américaines du vinyle.

## Liste des titres
| No  | Titre                            | Auteur                           | Chanteur(s)      | Durée |
| --- | -------------------------------- | -------------------------------- | ---------------- | ----- |
| 1.  | Creatures of the Night           | Paul Stanley, Adam Mitchell      | Paul Stanley     | 4:40  |
| 2.  | Deuce                            | Gene Simmons                     | Gene Simmons     | 3:42  |
| 3.  | I Just Wanna                     | Stanley, Vinnie Vincent          | Stanley          | 4:21  |
| 4.  | Unholy                           | Simmons, Vincent                 | Simmons          | 3:43  |
| 5.  | Heaven's on Fire                 | Stanley, Desmond Child           | Stanley          | 4:02  |
| 6.  | Watchin' You                     | Simmons                          | Simmons          | 3:35  |
| 7.  | Domino                           | Simmons                          | Simmons          | 3:47  |
| 8.  | I Was Made for Lovin' You        | Stanley, Child, Vini Poncia      | Stanley          | 4:31  |
| 9.  | I Still Love You                 | Stanley, Vincent                 | Stanley          | 6:04  |
| 10. | Rock and Roll All Nite           | Stanley, Simmons                 | Simmons          | 3:33  |
| 11. | Lick It Up                       | Stanley, Vincent                 | Stanley          | 4:18  |
| 12. | Forever                          | Stanley, Michael Bolton          | Stanley          | 4:20  |
| 13. | I Love It Loud                   | Simmons, Vincent                 | Simmons          | 3:40  |
| 14. | Detroit Rock City                | Stanley, Bob Ezrin               | Stanley          | 5:11  |
| 15. | God Gave Rock 'n' Roll to You II | Stanley, Simmons, Ezrin, Ballard | Stanley, Simmons | 5:21  |
| 16. | The Star-Spangled Banner         | Francis Scott Key                | (instrumental)   | 2:38  |

## Composition du groupe
- Paul Stanley - guitare rythmique, chants.
- Gene Simmons - basse, chants.
- Bruce Kulick - guitare solo.
- Eric Singer - batterie, percussions.

avec
- Derek Sherinian - claviers.

## Charts et certifications
| Pays                | Durée du classement | Meilleur classement |
| ------------------- | ------------------- | ------------------- |
| Album Top 100       | 8 semaines          | 57e                 |
| ARIA Charts         | 6 semaines          | 14e                 |
| Autriche            | 6 semaines          | 31e                 |
| RPM Top album       | 20 semaines         | 9e                  |
| Billboard 200       | 12 semaines         | 9e                  |
| VG-lista            | 3 semaines          | 15e                 |
| MegaCharts          | 8 semaines          | 58e                 |
| UK Album Charts     | 2 semaines          | 24e                 |
| Sverigetopplistan   | 3 semaines          | 20e                 |
| Schweizer Hitparade | 2 semaines          | 32e                 |

| Pays       | Certification | Ventes    | Date            |
| ---------- | ------------- | --------- | --------------- |
| Canada     | Or            | 50 000 +  | 30 juin 1993    |
| États-Unis | Or            | 500 000 + | 27 octobre 1994 |

Single
| Année | Single           | Chart                  | Durée du classement | Position |
| ----- | ---------------- | ---------------------- | ------------------- | -------- |
| 1993  | "I Love It Loud" | Mainstream Rock Tracks | 6 semaines          | 22e      |

## Format
| Année | Pays      | Format | Catalogue | Label    |
| ----- | --------- | ------ | --------- | -------- |
| 1993  | Europe    | CD ,   | 514 827-2 | Mercury  |
| 1993  | Australie | CD ,   | 514 827-2 | Mercury  |
| 1993  | Japon     | CD ,   | PHCR-1198 | Mercury  |
| 1993  | Canada    | CD ,   | P2 14777  | Mercury  |
| 1993  | Canada    | CD ,   | 756536T   | Columbia |